# Haploidisierung
Bei der Haploidisierung wird aus einer Eizelle der Zellkern entfernt und durch den Zellkern einer anderen Körperzelle ersetzt. Wird die so vorbereitete Eizelle mit einem Spermium befruchtet, dann wird die Hälfte des Chromosomensatzes der Eizelle als Polkörper abgespalten und die Entstehung eines Embryos kann beginnen.
Mit Hilfe dieses Verfahrens erhofft man sich einen Fortschritt in der Reproduktionsmedizin. Beispielsweise ist damit grundsätzlich eine geschlechtsunspezifische Reproduktion möglich. Alle bisherigen Versuche haben allerdings nicht zu einem lebensfähigen Embryo geführt.